# 457743 Balklavs
457743 Balklavs este o planetă minoră (asteroid) din centura de asteroizi. A fost descoperită pe 18 aprilie 2009 la Baldone⁠(d) de Kazimieras Černis⁠(d). 
Obiectul prezintă o orbită caracterizată de o semiaxă mare de 2,4212132653538 UAi, o excentricitate de 0,11, o înclinație de 3,5 ° în raport cu ecliptica.